# Maayan Keret
Maayan Keret (Safed, 9 de diciembre de 2001) es una modelo, actriz, escritora y activista israelí.

## Biografía
Fundó la organización Your Runway, que dirige talleres para niñas sobre imagen corporal y autoestima. Keret dijo que fue violada a los 12 años. Desde entonces, ha sido acosada o agredida tantas veces que "dejó de contar".
Modelo de éxito con sólo 17 años, Keret apareció en revistas de moda como Vogue, Elle y Marie Claire. Keret trabajó con diseñadores de primera línea como Yves Saint Laurent, Marc Jacobs, Calvin Klein y Donna Karan. Es conocida por sus perspectivas no tradicionales sobre cómo debe representarse el cuerpo femenino en los medios de comunicación de Israel.
Keret se dio a conocer por sus críticas abiertas al trato que reciben las modelos y a las duras condiciones en las que suelen trabajar.
Keret escribió y publicó The Beautiful Women, un libro de no ficción con relatos de la vida real de modelos y actrices que han luchado contra los trastornos alimentarios y los problemas de imagen corporal. Keret dijo que había desarrollado un trastorno alimentario después de "sentir mucha presión por parte de todo el mundo" para perder peso continuamente.